# Weston (Sabah)
Weston ist eine Kleinstadt im malaysischen Bundesstaat Sabah, etwa 100 Kilometer südlich von Kota Kinabalu. Weston gehört zum Distrikt Beaufort in der Interior Division. Weston wurde nach Arthur J. West, einem Eisenbahningenieur der North Borneo Chartered Company benannt.

## Geschichte

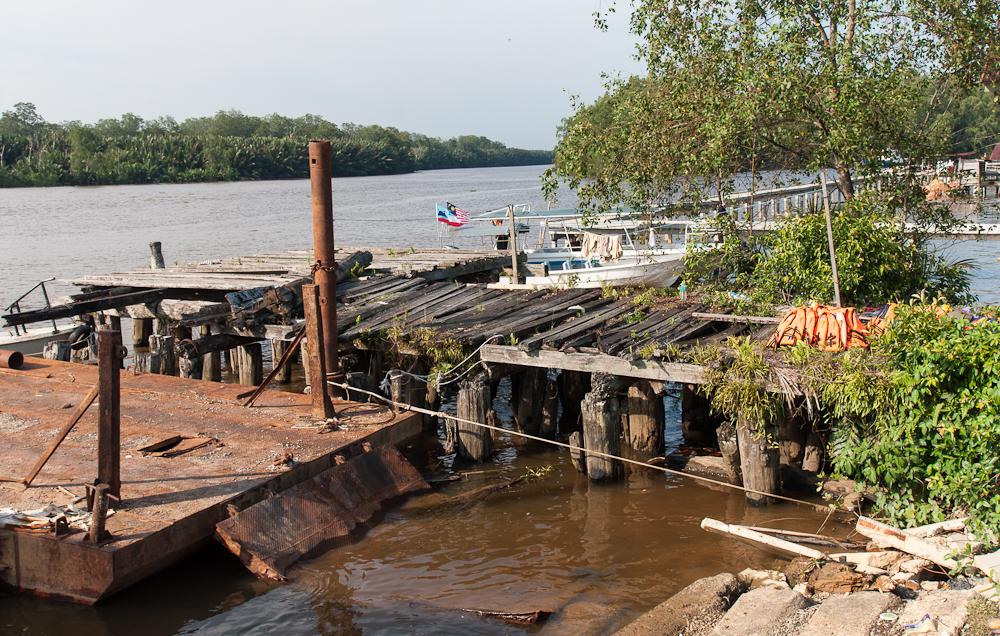
Reste des Jetty, auf dem sich die Endstation der North Borneo Railway befand

Der ursprüngliche Name der Ansiedlung lautete Sugin Lawas. Als die North Borneo Chartered Company den Ort als Endstation der Eisenbahnstrecke nach Beaufort in Betrieb nahm, wurde sie zu Ehren des Eisenbahningenieurs Arthur J. West in West Town umbenannt, woraus später der heutige Name Weston wurde.
Bei der Errichtung des ersten Eisenbahnteilabschnitts in den 1890er Jahren, hatte William Clarke Cowie den Platz im Mündungsbereich des Padas River als scheinbar geeigneten Hafen für die Verschiffung von Naturkautschuk und Tabak ausgewählt. Bald zeigte sich jedoch, dass der Hafen zu seicht für größere Schiffe war. Die Bedeutung von Weston schwand dahin, als die Eisenbahnlinie 1906 nach Jesselton verlängert wurde.
Weston war einer der Häfen, die die Japanische Armee bei der Invasion Nord Borneos nutzte. Von Weston aus bewegten sich die japanischen Truppen zuerst auf Beaufort zu und transportierten von dort aus einen Teil ihrer Truppen mit der Eisenbahnlinie nach Jesselton, das ab dem 6. Januar 1941 von den Japanern besetzt war. Auch für die Australische 9. Division war Weston einer der Ausgangspunkte für die Befreiung Nord Borneos. Am 19. Juni 1945 wurde Weston von den Truppen der Alliierten eingenommen.
Als in Brunei am 8. Dezember 1962 die Brunei Revolte ausbrach, breitete sich die Rebellion rasch über die Grenze nach Limbang, Laws und Miri in Sarawak und Weston und Sipitang in Nord-Borneo aus, da diese Orte traditionell mit dem Sultanat verknüpft waren. Durch das schnelle und entschlossene Eingreifen des Britischen Gouverneurs, Sir William Goode, konnten die Rebellen in Sipitang und Weston bereits zwei Tage später isoliert und entwaffnet werden. So wurden am 10. Dezember in Weston insgesamt 60 Rebellen festgenommen und eine große Menge an Waffen beschlagnahmt.
Der Zugverkehr zwischen Beaufort und Weston wurde 1963 endgültig stillgelegt.

## Historische Architektur

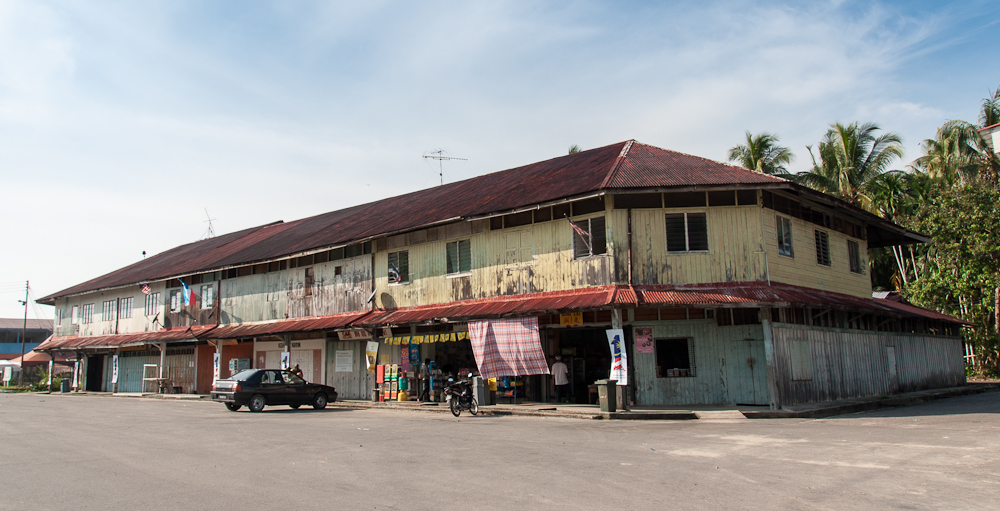
Altes Ladengebäude (shophouse)

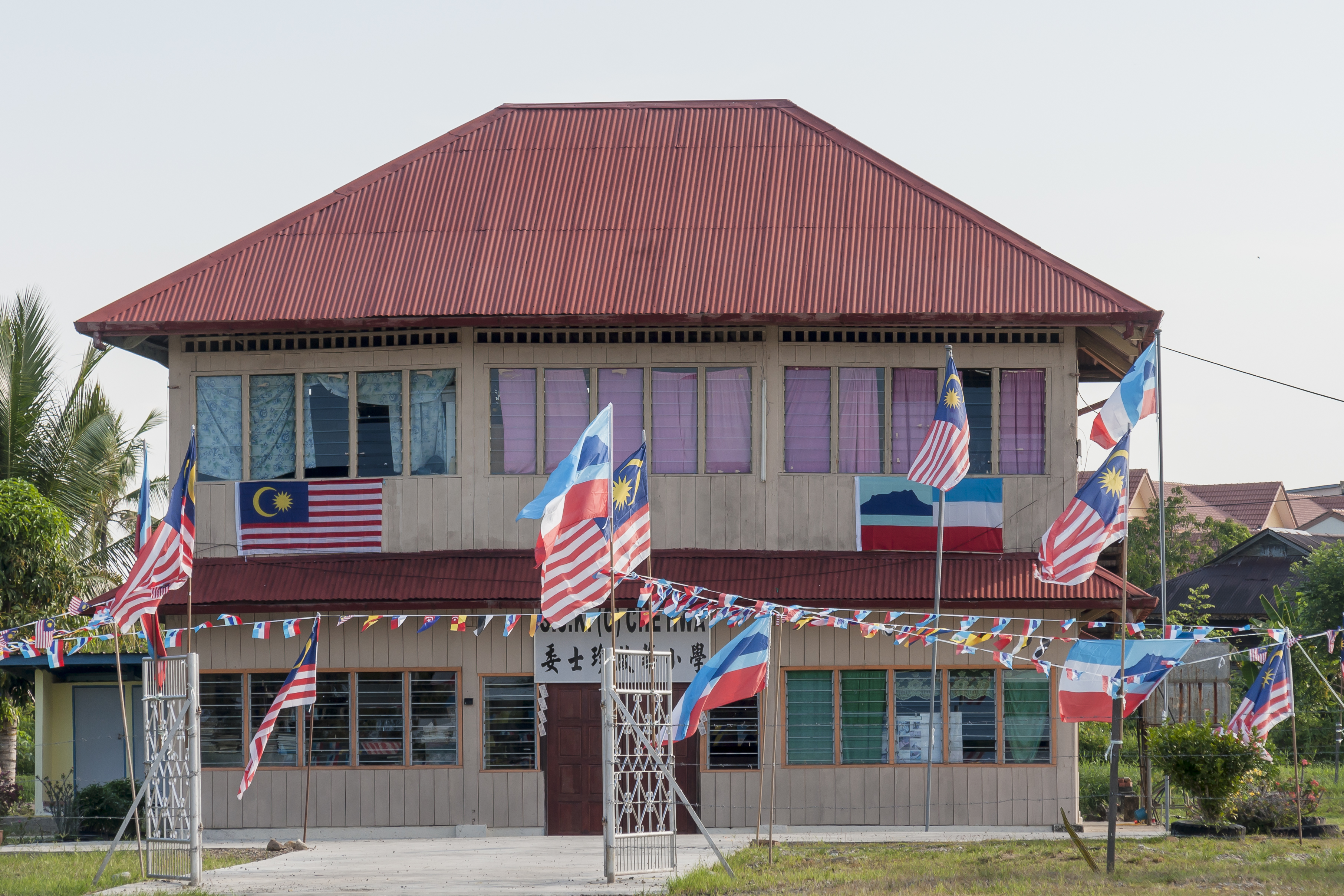
Historisches Schulgebäude

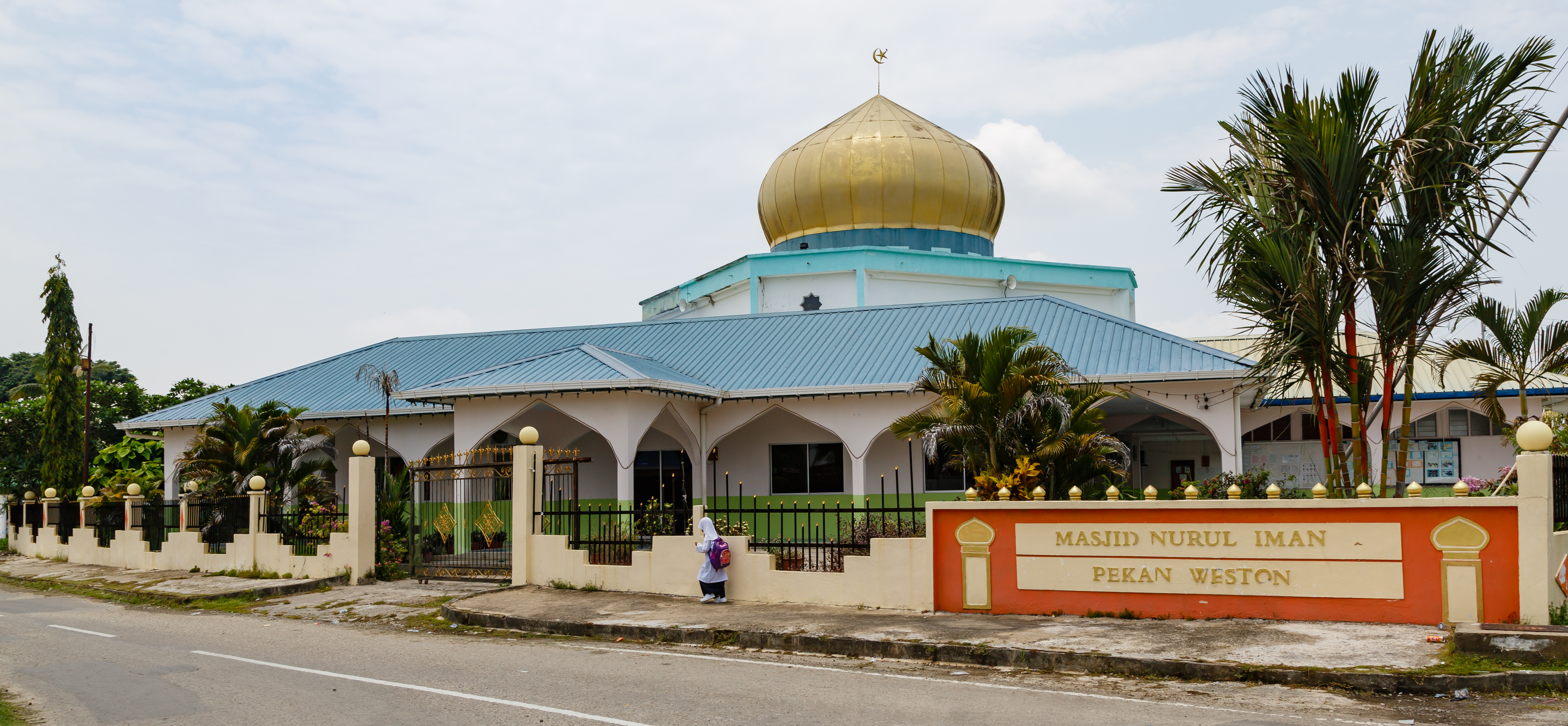
Moschee in Weston

Weston gehört zu den Städten entlang der Westküste, deren historische Bebauung bis auf wenige Ausnahmen verschwunden ist. Aus der Zeit vor dem Zweiten Weltkrieg sind folgende Bauten erhalten:
- ein Ladenhaus,
- die im Jahr 1932 erbaute Chinesische Schule Sekolah Cina Che Hwa und
- das Jetty, an dem die erste Teilstrecke der North Borneo Railway endete.

## Demographie
Laut Bevölkerungsstatistik von 2010 hat die Stadt 334 Einwohner, überwiegend Malaien (72 %). Die übrigen zu Weston zählenden Einwohner – etwa 1700 Personen – verteilen sich auf die umgebenden Dörfer und Siedlungen.

## Flora und Fauna
Teile des Mündungsgebietes des Padas River sind als Weston Wetland Park (WWP) unter Schutz gestellt. Das Feuchtgebiet ist eines der größten Mündungsbiotope von Nord-Borneo. Das Feuchtbiotop ist ein Rückzugsgebiet der Nasenaffen.

## Infrastruktur
Weston liegt nahe der Fernstraße A2 (Pan Borneo Highway).